# Ala-Buka (distrikt)
Ala-Buka är ett distrikt i Kirgizistan. Det ligger i oblastet Zjalal-Abad Oblusu, i den västra delen av landet, 300 km sydväst om huvudstaden Bisjkek. Antalet invånare är 81 488. Arean är 2 976 kvadratkilometer.
Terrängen i Ala-Buka är bergig åt nordväst, men åt sydost är den kuperad.